# Distrito de Porrentruy
Porrentruy é um distrito da Suíça, localizado no cantão de Jura. Tem 335,12 km² de área e sua população em 2019 foi estimada em 24.398 habitantes. Sua sede é a comuna de Porrentruy.

## Comunas
O distrito de Porrentruy está dividido em 21 comunas:
| Brasão | Comuna        | População (31 de dezembro de 2019) | Área km² |
| ------ | ------------- | ---------------------------------- | -------- |
|        | Alle          | 1.902                              | 10.6     |
|        | Basse-Allaine | 1.238                              | 23.05    |
|        | Beurnevésin   | 117                                | 5.09     |
|        | Boncourt      | 1.217                              | 9.01     |
|        | Bonfol        | 652                                | 13.57    |
|        | Bure          | 648                                | 13.69    |
|        | Clos du Doubs | 1.263                              | 61.77    |
|        | Coeuve        | 721                                | 11.63    |
|        | Cornol        | 1.043                              | 10.44    |
|        | Courchavon    | 303                                | 6.19     |
|        | Courgenay     | 2.379                              | 18.43    |
|        | Courtedoux    | 772                                | 8.22     |
|        | Damphreux     | 179                                | 5.66     |
|        | Fahy          | 349                                | 7.78     |
|        | Fontenais     | 1.696                              | 20       |
|        | Grandfontaine | 388                                | 8.98     |
|        | Haute-Ajoie   | 6.546                              | 36.46    |
|        | La Baroche    | 1.142                              | 31.07    |
|        | Lugnez        | 182                                | 5.1      |
|        | Porrentruy    | 6.563                              | 14.75    |
|        | Vendlincourt  | 559                                | 9.18     |
|        | Total         | 24.398                             | 335.14   |